# La Chapelle-Saint-Luc
La Chapelle-Saint-Luc je naselje in občina v severnem francoskem departmaju Aube regije Šampanja-Ardeni. Leta 1999 je naselje imelo 14.447 prebivalcev.

## Geografija
Naselje leži v pokrajini Šampanji severozahodno od središča departmaja Troyesa.

## Uprava
La Chapelle-Saint-Luc je sedež istoimenskega kantona, v katerega je poleg dela njegove vključena še občina Les Noës-près-Troyes s 14.060 prebivalci. Manjši del občine se nahaja v kantonu Troyes-4
Kanton je sestavni del okrožja Troyes.

## Pobratena mesta
- Neckarbischofsheim (Baden-Württemberg, Nemčija);